# Tony Awards 1976
Die Verleihung der 30. Tony Awards 1976 (30th Annual Tony Awards) fand am 18. April 1976 im Shubert Theatre in New York City statt. Moderatoren waren Eddie Albert, Richard Burton, Jane Fonda, Diana Rigg, George C. Scott und Trish Van Devere, als Laudatoren fungierten Alan Arkin, Clifton Davis, Bonnie Franklin, Celeste Holm, Cloris Leachman, Michele Lee, Jerry Lewis, Hal Linden, Mary Martin, Mike Nichols, Christopher Plummer, Vanessa Redgrave, Marlo Thomas, Leslie Uggams. Ausgezeichnet wurden Theaterstücke und Musicals der Saison 1975/76, die am Broadway ihre Erstaufführung hatten. Die Preisverleihung wurde von der American Broadcasting Company im Fernsehen übertragen.

## Hintergrund
Die Antoinette Perry Awards for Excellence in Theatre, oder besser bekannt als Tony Awards, werden seit 1947 jährlich in zahlreichen Kategorien für herausragende Leistungen bei Broadway-Produktionen und -Aufführungen der letzten Theatersaison vergeben. Zusätzlich werden verschiedene Sonderpreise, z. B. der Regional Theatre Tony Award, verliehen. Benannt ist die Auszeichnung nach Antoinette Perry. Sie war 1940 Mitbegründerin des wiederbelebten und überarbeiteten American Theatre Wing (ATW). Die Preise wurden nach ihrem Tod im Jahr 1946 vom ATW zu ihrem Gedenken gestiftet und werden bei einer jährlichen Zeremonie in New York City überreicht.

## Gewinner und Nominierte

### Theaterstücke
| Kategorie                            | Preisträger     | Theaterstück                                  | Nominierungen |
| Bestes Theaterstück                  | Tom Stoppard    | Travesties                                    | - The First Breeze of Summer – Leslie Lee - Knock Knock – Jules Feiffer - Lamppost Reunion – Louis La Russo II                                                                         |
| Bester Hauptdarsteller Theaterstück  | John Wood       | Travesties als Henry Carr                     | - Moses Gunn in The Poison Tree als Benjamin Hurspool - George C. Scott in Death of a Salesman als Willy Loman - Donald Sinden in Habeas Corpus als Arthur Wicksteed                   |
| Beste Hauptdarstellerin Theaterstück | Irene Worth     | Sweet Bird of Youth als Princess Cosmonopolis | - Tovah Feldshuh in Yentl als Yentl - Rosemary Harris in The Royal Family als Julie Cavendish - Lynn Redgrave in Mrs.Warren’s Profession als Vivie Warren                              |
| Bester Nebendarsteller Theaterstück  | Edward Herrmann | Mrs.Warren’s Profession als Frank Gardner     | - Barry Bostwick in They Knew What They Wanted als Joe - Gabriel Dell in Lamppost Reunion als Fred Santora - Daniel Seltzer in Knock Knock als Cohn                                    |
| Beste Nebendarstellerin Theaterstück | Shirley Knight  | Kennedy’s Children als Carla                  | - Mary Beth Hurt in Trelawny of the ’Wells’ als Miss Rose Trelawny - Lois Nettleton in They Knew What They Wanted als Amy - Meryl Streep in 27 Wagons Full of Cotton als Flora Meighan |
| Beste Theaterregie                   | Ellis Rabb      | The Royal Family                              | - Arvin Brown – Ah, Wilderness! - Marshall W. Mason – Knock Knock - Peter Wood – Travesties                                                                                            |

### Musicals
| Kategorie                       | Preisträger                                                                                              | Musical                              | Nominierungen |
| Bestes Musical                  | Marvin Hamlisch (Musik), Edward Kleban (Liedtexte) sowie James Kirkwood junior und Nicholas Dante (Buch) | A Chorus Line                        | - Bubbling Brown Sugar - Chicago - Pacific Overtures |
| Bester Hauptdarsteller Musical  | George Rose                                                                                              | My Fair Lady als Alfred P. Doolittle | - Mako in Pacific Overtures als Verschiedene Charaktere - Jerry Orbach in Chicago als Billy Flynn - Ian Richardson in My Fair Lady als Henry Higgins                      |
| Beste Hauptdarstellerin Musical | Donna McKechnie                                                                                          | A Chorus Line als Cassie Ferguson    | - Vivian Reed in Bubbling Brown Sugar als Marsha/Young Irene - Chita Rivera in Chicago als Velma Kelly - Gwen Verdon in Chicago als Roxie Hart                            |
| Bester Nebendarsteller Musical  | Sammy Williams                                                                                           | A Chorus Line als Paul               | - Robert LuPone in A Chorus Line als Zach - Charles Repole in Very Good Eddie als Mr. Eddie Kettle - Isao Sato in Pacific Overtures als Kayama                            |
| Beste Nebendarstellerin Musical | Kelly Bishop                                                                                             | A Chorus Line als Sheila Bryant      | - Priscilla Lopez in A Chorus Line als Diana Morales - Patti LuPone in The Robber Bridegroom als Rosamund Musgrove - Virginia Seidel in Very Good Eddie als Elsie Darling |
| Bestes Musicallibretto          | James Kirkwood, Jr. und Nicholas Dante                                                                   | A Chorus Line                        | - Fred Ebb und Bob Fosse – Chicago - John Weidman – Pacific Overtures - Alfred Uhry – The Robber Bridegroom                                                               |
| Beste Originalmusik             | Marvin Hamlisch (Musik) und Edward Kleban (Liedtexte)                                                    | A Chorus Line                        | - Chicago – John Kander (Musik) und Fred Ebb (Liedtexte) - Pacific Overtures – Stephen Sondheim (Musik und Liedtexte) - Treemonisha – Scott Joplin (Musik und Liedtexte)  |
| Beste Musicalregie              | Michael Bennett                                                                                          | A Chorus Line                        | - Bob Fosse – Chicago - Bill Gile – Very Good Eddie - Harold Prince – Pacific Overtures                                                                                   |

### Theaterstücke oder Musicals
| Kategorie           | Preisträger                   | Theaterstück bzw. Musical | Nominierungen                                                                                          |
| Bestes Bühnenbild   | Boris Aronson                 | Pacific Overtures         | - Ben Edwards – A Matter of Gravity - David Mitchell – Trelawny of the ’Wells’ - Tony Walton – Chicago |
| Beste Choreographie | Michael Bennett und Bob Avian | A Chorus Line             | - Patricia Birch – Pacific Overtures - Bob Fosse – Chicago - Billy Wilson – Bubbling Brown Sugar       |
| Beste Kostüme       | Florence Klotz                | Pacific Overtures         | - Theoni V. Aldredge – A Chorus Line - Ann Roth – The Royal Family - Patricia Zipprodt – Chicago       |
| Bestes Lichtdesign  | Tharon Musser                 | A Chorus Line             | - Ian Calderon – Trelawny of the ’Wells’ - Jules Fisher – Chicago - Tharon Musser – Pacific Overtures  |

### Sonderpreise (ohne Wettbewerb)
| Kategorie              | Preisträger                       | Grund der Preisverleihung |
| Regional Theatre Award | The Arena Stage, Washington, D.C. | Mit dieser Auszeichnung wird das ausgewogene Programm des Theaters gewürdigt, das sowohl hervorragende Wiederaufnahmen als auch ein breites Spektrum an neuen Werken und amerikanischen Erstaufführungen wichtiger ausländischer Stücke umfasst. |
| Special Tony Award     | George Abbott                     | Gewinner des Lawrence Langner Award |
| Special Tony Award     | Mathilde Pincus                   | Für herausragende Verdienste um das Broadway-Musiktheater |
| Special Tony Award     | Thomas H. Fitzgerald              | Dem begnadeten Beleuchter zahlloser Broadway-Shows und vieler Tony-Telecasts (posthum) |
| Special Tony Award     | Circle in the Square              | Für fünfundzwanzig Jahre ununterbrochener Qualitätsproduktionen |
| Special Tony Award     | Richard Burton                    | |

## Statistik

### Mehrfache Nominierungen
- 12 Nominierungen: A Chorus Line
- 11 Nominierungen: Chicago
- 10 Nominierungen: Pacific Overtures
- 3 Nominierungen: Bubbling Brown Sugar, Knock Knock, Lamppost Reunion, The Royal Family, Travesties, Trelawny of the ’Wells’ und Very Good Eddie
- 2 Nominierungen: Mrs. Warren’s Profession, My Fair Lady, The Robber Bridegroom und They Knew What They Wanted

### Mehrfache Gewinne
- 9 Gewinne: A Chorus Line
- 2 Gewinne: Pacific Overtures und Travesties